# Aquäduktenmarmor

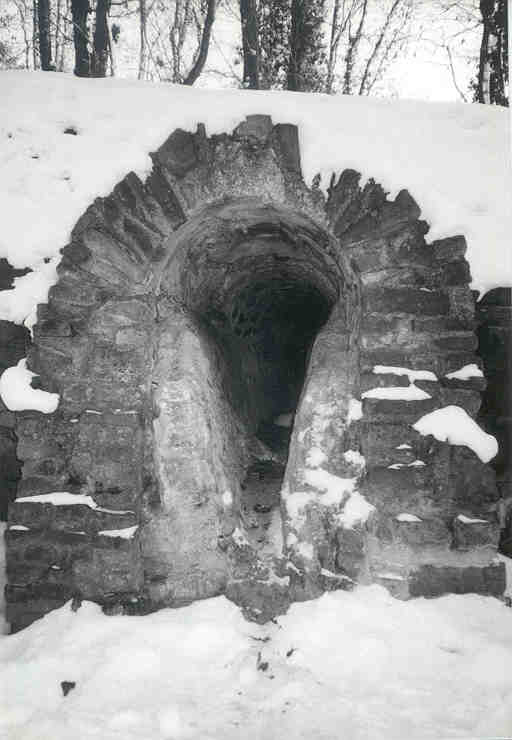
Deutlich sind helle Ablagerungen als Verengung der u-förmigen Kanalwände erkennbar

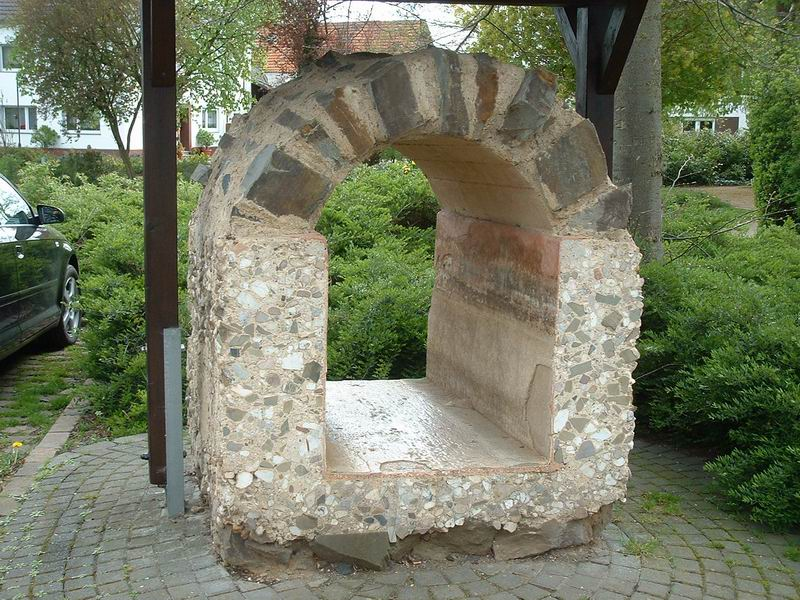
Eifelwasserleitung aus römischem Beton und gemauertem Segmentbogen aus Naturstein, in Buschhoven ausgestellt

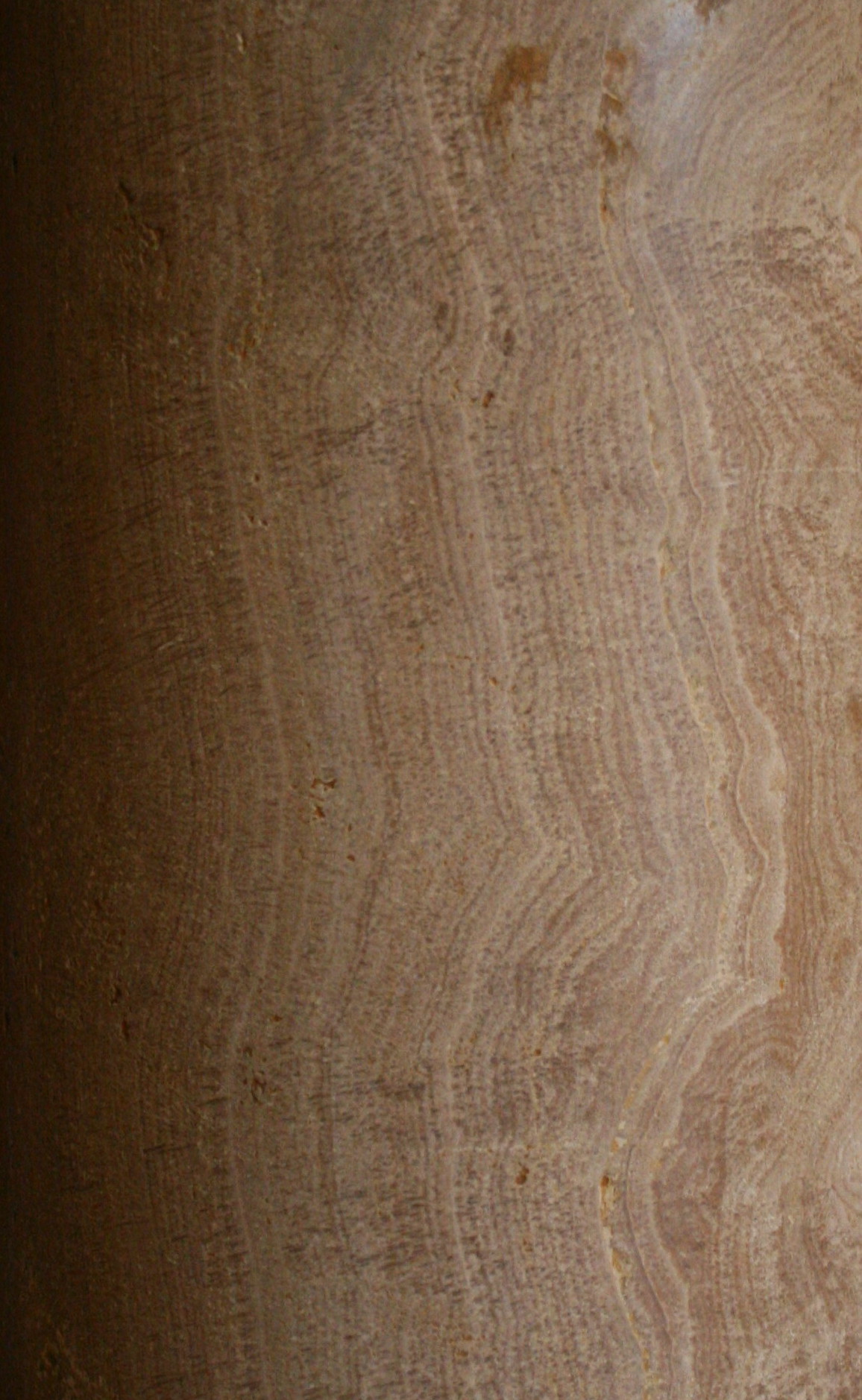
Abbildung des Aquäduktenmarmors, Muster ca. 27 × 15 cm

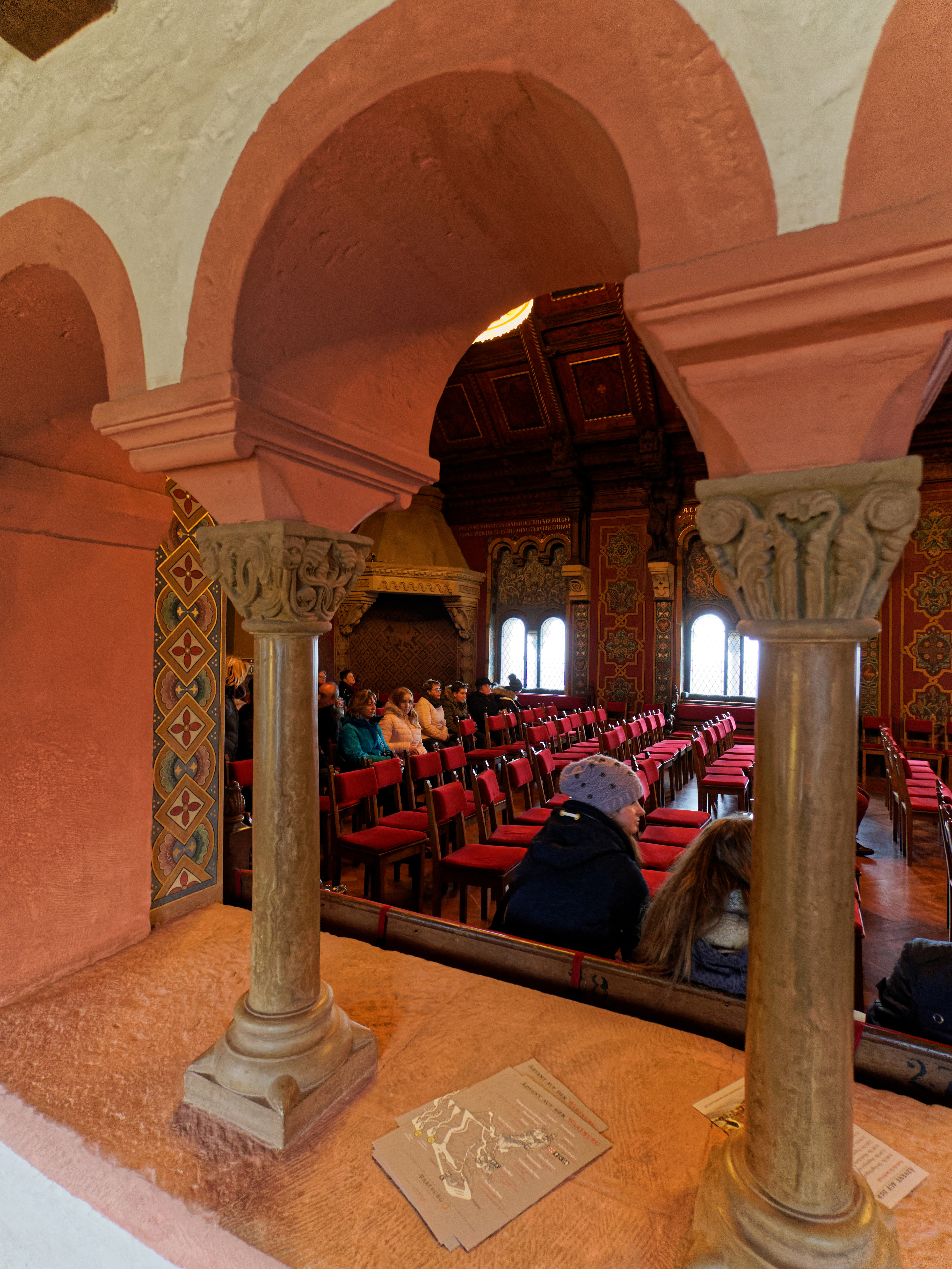
Säulenkolonnade aus Aquäduktenmarmor am Palas der Wartburg

Aquäduktenmarmor ist ein zu den Kalksteinen zählendes Lokalvorkommen von Travertin, dessen Entstehung als Sedimentgestein letztendlich eine Folge menschlicher Bautätigkeit ist. Dies macht ihn als Naturstein in Deutschland einmalig. Er entstand innerhalb eines Zeitraumes von 190 Jahren als Ablagerung in der etwa 95 Kilometer langen gemauerten Eifelwasserleitung. Der Kanal, den die Römer bauten, führte bis zu seiner Zerstörung von der Nord-Eifel nach Köln und wurde durch fünf kalkhaltige Quellen des als regionalgeologisch bezeichneten Gebietes Sötenicher Kalkmulde gespeist.

## Entstehung und Gesteinsbeschreibung
Nachdem Köln um 90 n. Chr. Statthaltersitz der römischen Provinz Niedergermanien geworden war, wurde eine bereits vorhandene Fernwasserversorgung aus dem Jahre 30 n. Chr. auf eine Länge von 95,4 Kilometer ausgebaut. Durch den „Römerkanal“ flossen bis zu seiner Zerstörung durch die Franken nach der Mitte des 3. Jahrhunderts pro Tag etwa 20 Millionen Liter Wasser nach Köln.
Die Eifelwasserleitung war aus römischem Beton (Opus caementitium) und Natursteinen erbaut. Ihr Querschnitt beträgt etwa 70 Zentimeter in der Breite und 100 Zentimeter in der Höhe. Der Kanal war unter Verwendung von hydraulischem Kalk unter Zugabe von latent hydraulischen Stoffen wie Puzzolan aus der Eifel als gemahlener Eifeltuff oder mit Ziegelsplitt verputzt und dadurch abgedichtet. Der Ziegelsplitt ist für die Rotfärbung des Putzes verantwortlich. Der Römerkanal lag circa einen Meter unter der Erde und war so vor Frost geschützt.
Das durchfließende Wasser im Römerkanal war kalkhaltig, und der Kalk lagerte sich schichtenweise an den Wänden und am Boden des Kanals ab. Der Ablagerungsvorgang wird als Sintern bezeichnet. Durch das Abscheiden (Ausfällung) von in Wasser gelöstem Kalk und im Wasser transportierten Eisenoxiden bildeten sich Krusten – sogenannter Sinterkalk – in Form parallel gewellter Ablagerungen.
Die Eisenminerale wie Hämatit und Limonit sind für die rötliche und bräunliche Färbung verantwortlich. Fehlten die Eisenverbindungen, setzte sich die Kruste hell ab und es entstand ein Farbwechsel im Gestein. 
Das im Wasser gelöste Kohlendioxid entweicht durch Druckverlust und Erwärmung des an die Oberfläche tretenden Quellwassers. Dadurch sinkt der pH-Wert und das im Wasser gelöste Calciumcarbonat kristallisiert und fällt aus. 
Bis zur Zerstörung der Wasserleitungen lagerte sich innerhalb von 190 Jahren ein dichter Kalksinter bis zu einer Stärke von bis zu 30 Zentimetern an. Die Inhaltsstoffe des Wassers und die Umstände der Sinterbildung führten zu der attraktiven Gesteinsausbildung, die auch als Onyxmarmor bezeichnet wird. Petrographisch handelt es sich um einen Kalkstein, speziell einen Kalksinter. Die bekannten Sinterterrassen bei Pamukkale sind das Ergebnis des gleichen chemischen Vorgangs. In anderen Fällen, wie am Pont du Gard bei Nîmes, haben solche Kalkablagerungen nur einen porösen Kalkstein (Kalktuff) erzeugt.
Der im Kanal angelagerte rötlich bis bräunlich und weiß gestreifte Eifelmarmor hat optische Ähnlichkeit mit Onyxmarmoren oder sogenannten Cipollinos und lässt sich polieren. Die unterschiedlich gefärbten Ablagerungsebenen geben dem Stein ein attraktives Aussehen. Im Gegensatz zu anderen Travertinen, die stark porös sind, ist dieser relativ dicht. Nachdem die Leitung im Zuge der „Reichskrise des 3. Jahrhunderts“, spätestens um 280 n. Chr., durch die Franken zerstört worden war, wurde sie in der Spätantike nicht wieder aufgebaut, und so verfielen die Kanäle und wurden seit der karolingischen Zeit und auch später als Steinbruch genutzt. Andere Vorkommen von Aquäduktenmarmor existieren nicht.

## Verwendung
Aufgrund seiner begrenzten Werksteingrößen wurden aus Aquäduktenmarmor lediglich Einzelstücke hergestellt, wie Säulen, Epitaphe, Abdeckungen einer Tumba und Altartischplatten.
Dieser Sinterkalk wurde vermutlich erstmals für die von Karl dem Großen gebaute Pfalzkapelle Aachen verwendet.
Im 11. bis 13. Jahrhundert wurden mehrere romanische Kapellen in Köln mit Aquäduktenmarmor ausgeschmückt.
An der St. Cäcilienkirche (heute Schnütgen-Museum) befinden sich acht Säulen aus diesem Gestein im Chor außen, im Westchor von St. Georg sind zahlreiche 2,76 Meter lange derartige Säulen verbaut, die St. Maria Lyskirchen zeigt an den Aufgängen zur Empore zwei solche 1,36 Meter langen Säulen, auch die Kirche St. Nikolaus in Köln-Dünnwald führt zwei Kalksintersäulen, die das Kreuzgewölbe tragen. Die St. Michaelkirche in Köln-Porz-Niederzündorf hat ein Epitaph aus diesem Kalksinter. Im Kölner Dom befinden sich zwei Grababdeckplatten aus der Eifel in den Maßen von 1,91 × 0,65 Meter, die zerbrochen sind.
Die zwei vorderen Säulen des Baldachins über dem Hochaltar der Abtei Maria Laach sind aus Kalksinter, auch zahlreiche Kirchen im Gewinnungsgebiet haben einzelne Werksteine aus Aquäduktenmarmor. In Drolshagen, Essen, Soest, Hildesheim, Paderborn und Helmstedt sind weitere Kunstobjekte aus diesem Material zu finden.
Auf der Wartburg sind von einst wohl 200 noch 25 erhaltene Säulen zu besichtigen. Sie befinden sich im ersten und zweiten Stock in den Innenarkaden und überdauerten die Jahrhunderte, weil man schon im 14. Jahrhundert begonnen hatte, die Arkadengänge zu vermauern. Auch die landgräfliche Neuenburg besaß importierte Säulen aus Aquädukten- und Lahnmarmor. Auf der Braunschweiger Burg Dankwarderode befinden sich zwei Kamine mit vier Säulen aus Eifelmarmor, ferner zwei in die Wand eingelassene Platten.
In Canterbury in England befindet sich eine kleine Altarplatte aus diesem Stein. Die Grabplatten von Estrid, des Königs Sven und des Bischofs Wilhelm im Dom zu Roskilde sind aus Aquäduktenmarmor. Ferner hat die Heiligkreuz-Kapelle in Dalby, die älteste Steinkirche Schwedens, eine Säule aus diesem seltenen Gestein.

## Sonstiges
Mit dem so genannten Römerkanal-Wanderweg ist die Eifelwasserleitung touristisch erschlossen. An einigen der zugänglichen Abschnitte sind auch die originalen Ablagerungen von Sinter in unterschiedlichen Stärken erkennbar.